# Guarigione di Tiberio
La guarigione di Tiberio è un apocrifo del Nuovo Testamento facente parte del Ciclo di Pilato, riferito a Ponzio Pilato, prefetto della Giudea (26-36) implicato nel processo di Gesù. È composto in latino e risale al medioevo. Il più antico manoscritto pervenutoci (Lucca, Bibl. Capit. 490) è dell'VIII secolo. 
Ha in comune molti temi presenti negli apocrifi Vendetta del Salvatore e Morte di Pilato, probabilmente derivando questi tre i racconti da un testo precedente, forse del VI secolo. Dei tre apocrifi, la Guarigione è probabilmente quello più fedele all'originale.
Il testo racconta che l'imperatore Tiberio Cesare è affetto da una grave malattia e, avendo sentito parlare di un guaritore di nome Gesù, cerca di portarlo a Roma. Un suo dipendente di nome Volusiano, sacerdote del tempio, si reca da Pilato che gli dice di averlo crocifisso, essendo un malfattore. Arrestato Pilato, Volusiano incontra poi Veronica che ha dipinto un quadro di Gesù. Volusiano torna a Roma con Veronica e Pilato, che viene esiliato ad Ameria, in Umbria. Tiberio vede il quadro e guarisce istantaneamente. 
Passa il tempo e diventa imperatore Nerone. Chiama Pietro e Paolo che gli confermano l'innocenza di Gesù. Conferma l'esilio a Pilato che si uccide trafiggendosi con la spada.